# Schwaz
Schwaz (en alemán: [ˈʃvaːts]) es una ciudad del estado austríaco de Tirol. Es el centro administrativo del distrito de Schwaz, en el bajo valle del Inn.

## Ubicación
Schwaz se encuentra en Valle bajo del Inn, al pie de las montañas Kellerjoch y Eiblschrofen. La localidad está a aproximadamente 30 km al este de Innsbruck. La ciudad abarca un área de 20,17 km². Las localidades vecinas incluyen Buch bei Jenbach, Fügenberg, Gallzein, Píldora, Stans y Vomp.

## Historia
Los Condes de Tirol controlaron Schwaz desde la cercana fortaleza de Burg Freundsberg. La historia de la localidad cambió con el descubrimiento en 1425 de vetas de plata en las proximidades.
En el máximo apogeo de la ciudad en los siglos XV y XVI, fue un importante centro minero de donde se extraía plata. Esta plata era la fuente de la riqueza de la dinastía banquera Fugger, que servían de sostén económico a los emperadores austriacos. Durante este periodo, la ciudad alcanzó una población de aproximadamente 20,000 habitantes y se convirtió en la segunda ciudad más grande en el Imperio austriaco, únicamente superada por Viena.
Schwaz recibió la categoría legal de ciudad en 1898 del emperador Francisco José I de Austria.

## Personalidades
Schwaz fue cuna del predicador del siglo XVI Georg Scherer, del filósofo del siglo XX Hans Köchler, de los esquiadores Eva-Maria Brem, Christoph Gruber y Christine Sponring así como del músico Christian Dzida.

## Economía
Varias  compañías industriales tienen su sede en Schwaz:
- Tyrolit – productor globalmente activo de abrasivos
- Adler Lacke –productor de recubrimiento
- DAKA – compañía regional de administración de residuos

## Hermanamientos
Schwaz está hermanada con:
| - Bourg-de-Péage - Mindelheim - Tramin - Trento | - Verbania - Satu Mare - Sant Feliu de Guíxols - East Grinstead |

## Galería

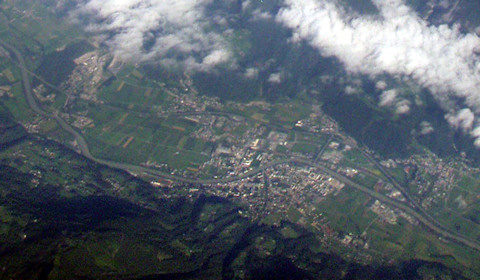
Vista aérea
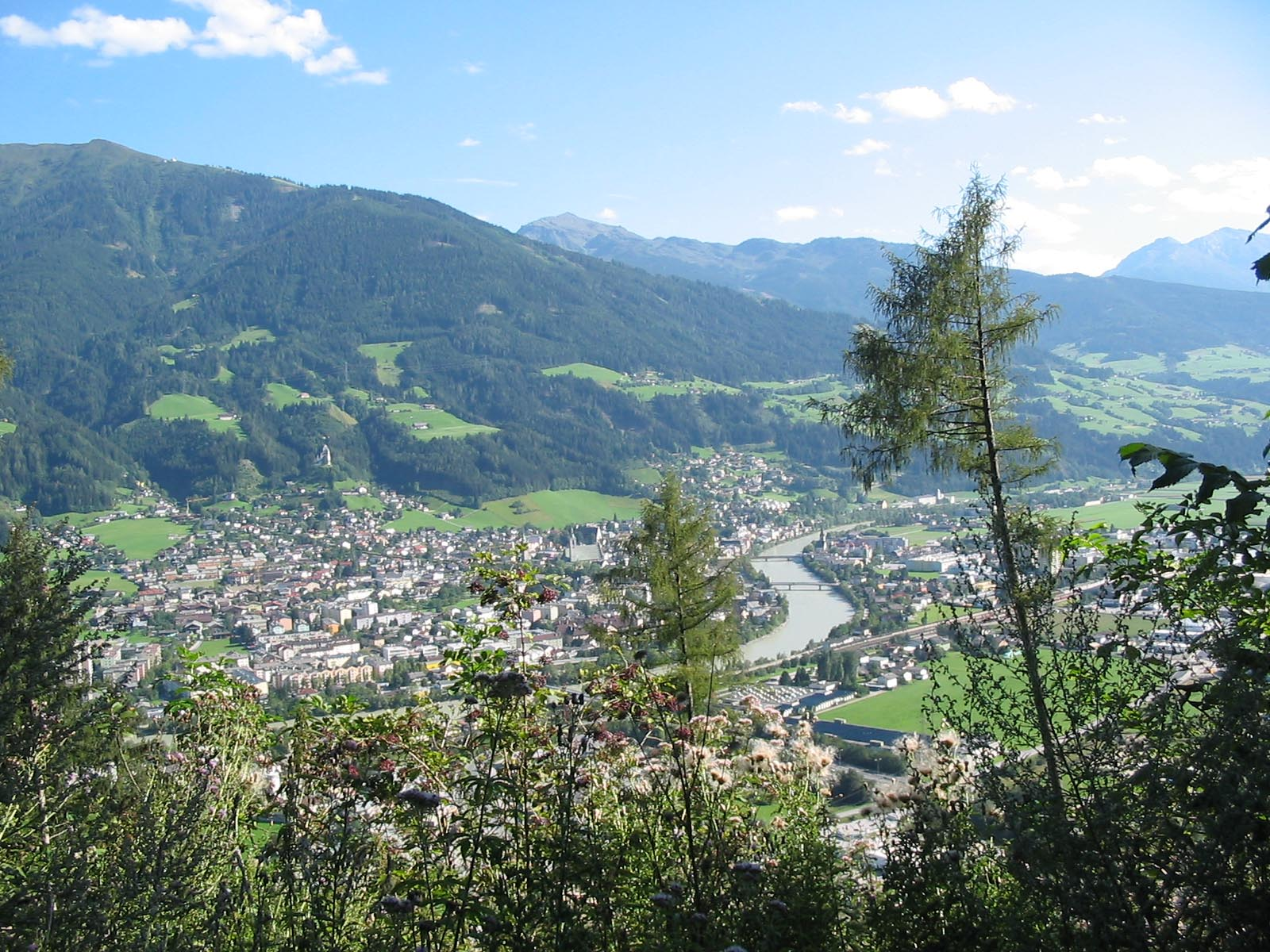
Schwaz desde el NE
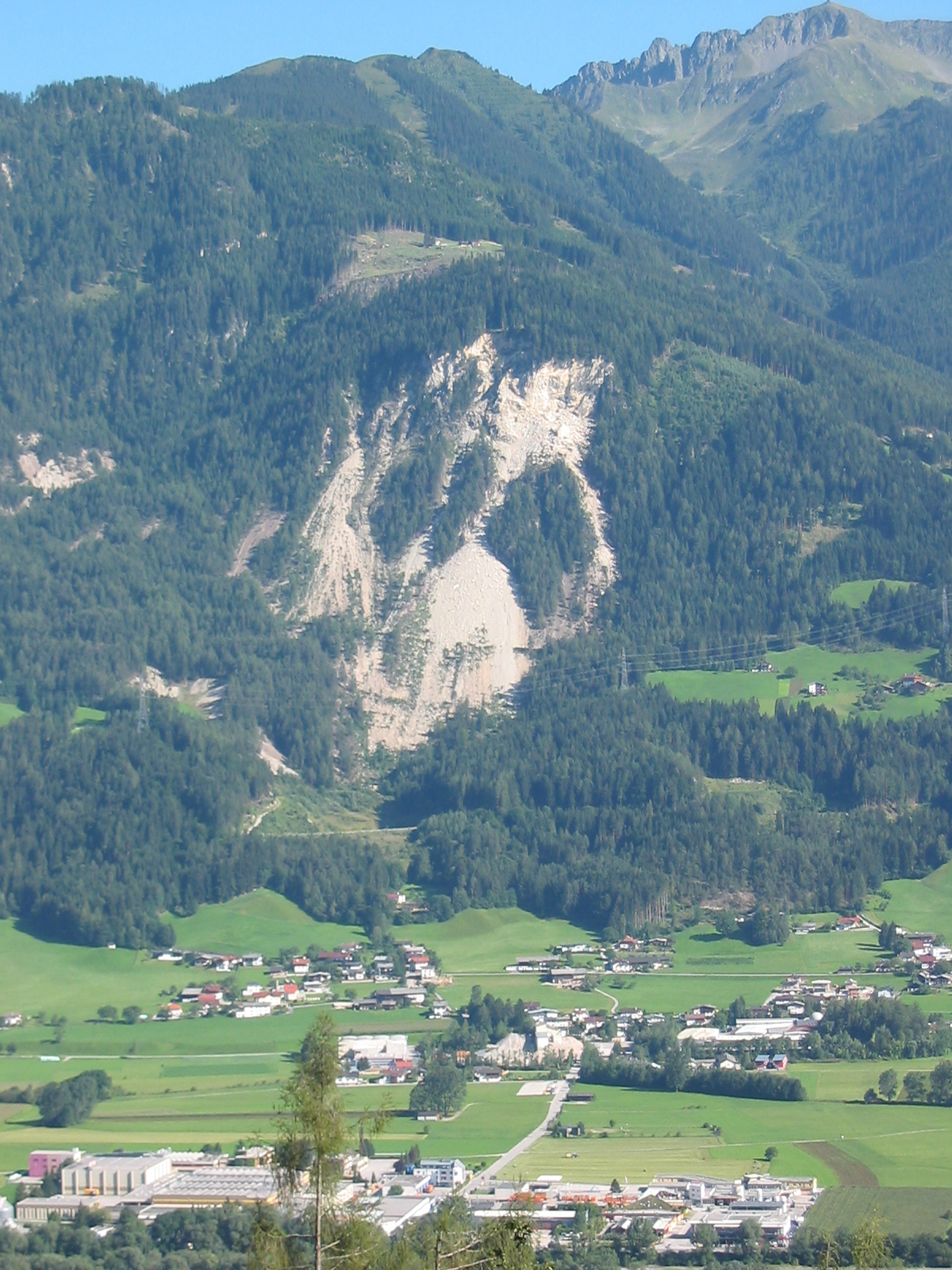
Eiblschrofen, Schwaz, desde N.
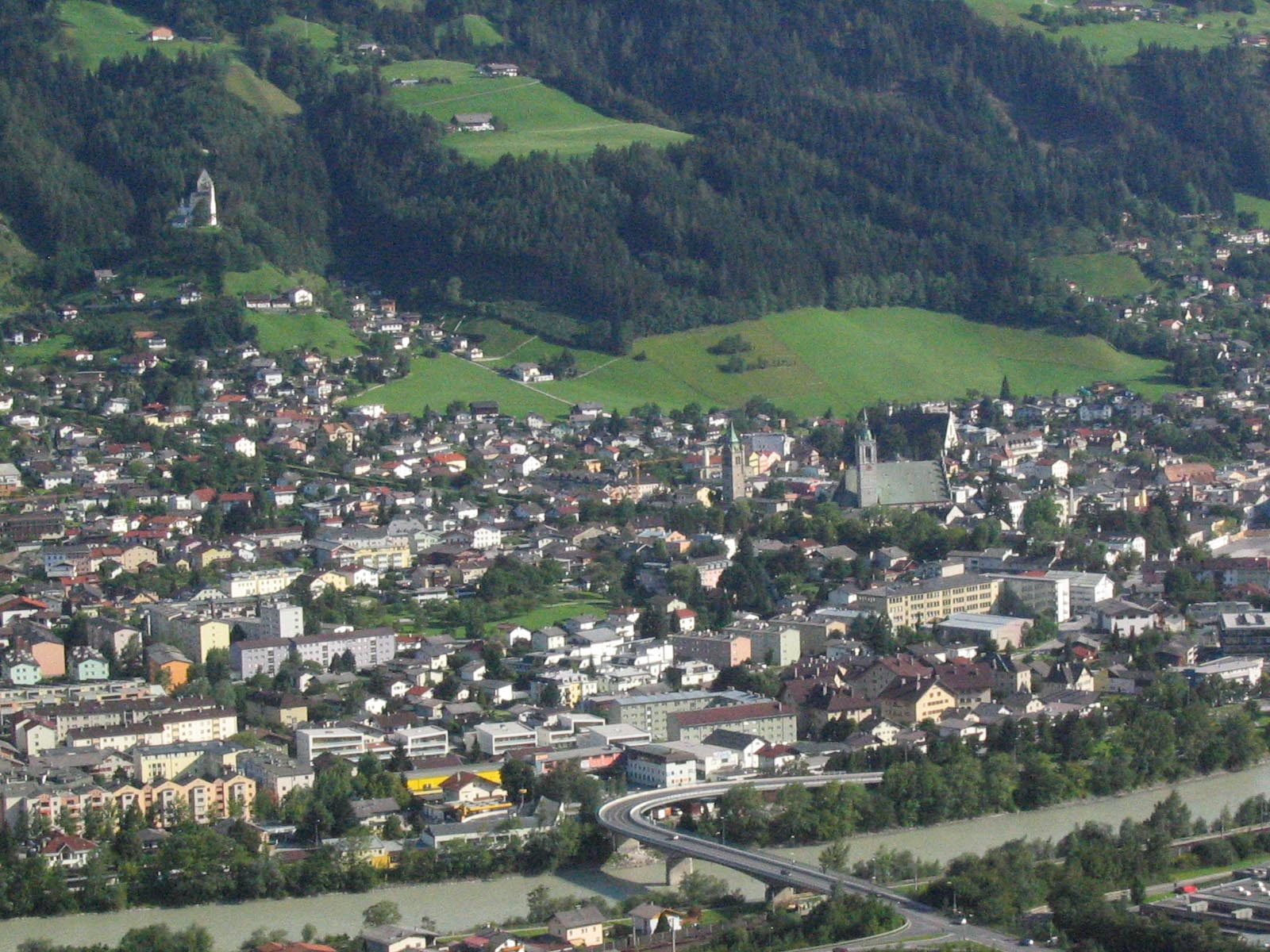
Schwaz desde el NE
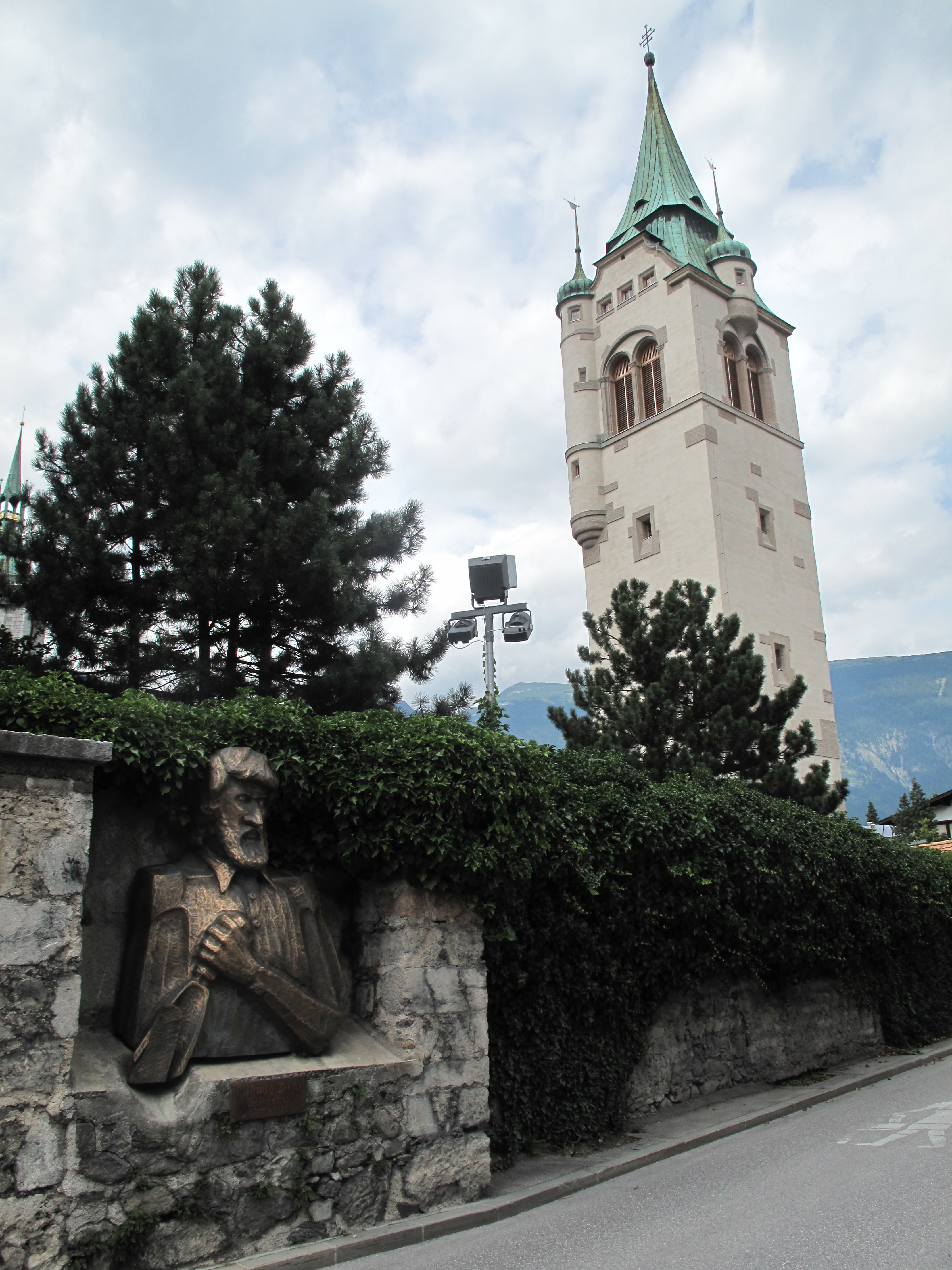
Torre (der Friedhofsturm) y busto de Ludwig Penz
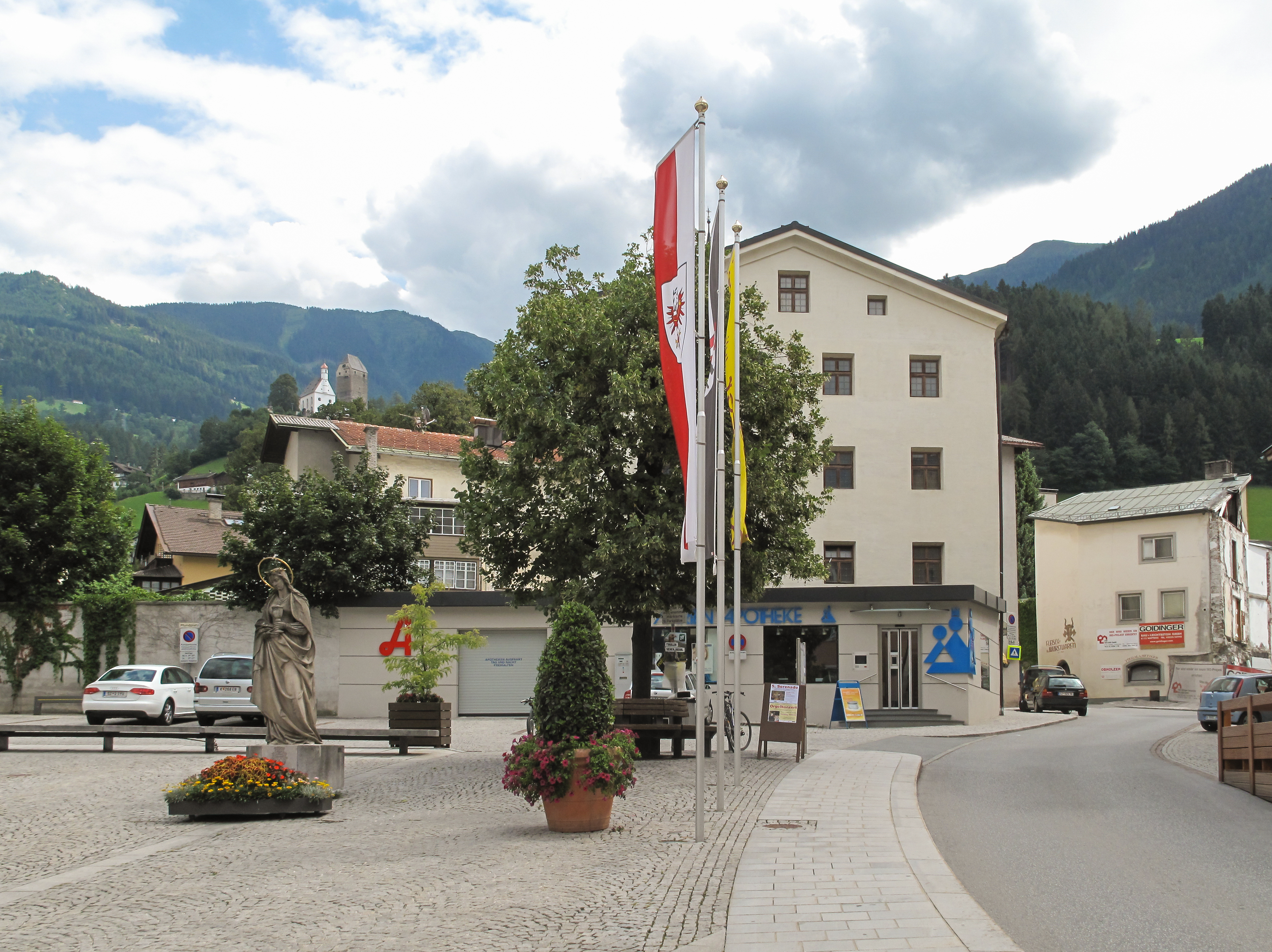
Calle de Schwaz